# Dominique Rey
Dominique Jean Marie Rey, Comm. l'Emm. (Saint-Étienne, 21 de septiembre de 1952) es un clérigo católico francés. Entre 2000 y 2025, se desempeñó como obispo de la diócesis de Fréjus-Tolón. Es conocido por sus opiniones antimasónicas que explica en su libro y contra el aborto.